# Njuongerjaure
Njuongerjaure är en sjö i Arjeplogs kommun i Lappland och ingår i Skellefteälvens huvudavrinningsområde. Sjön har en area på 2,95 kvadratkilometer och ligger 774,1 meter över havet.

## Delavrinningsområde
Njuongerjaure ingår i det delavrinningsområde (740870-153811) som SMHI kallar för Utloppet av Njuongerjaure. Medelhöjden är 1 087 meter över havet och ytan är 25,86 kvadratkilometer. Räknas de 3 avrinningsområdena uppströms in blir den ackumulerade arean 84,08 kvadratkilometer. Riebnesströmmen som avvattnar avrinningsområdet har biflödesordning 2, vilket innebär att vattnet flödar genom totalt 2 vattendrag innan det når havet efter 371 kilometer. Avrinningsområdet består mestadels av kalfjäll (89 procent). Avrinningsområdet har 2,95 kvadratkilometer vattenytor vilket ger det en sjöprocent på 11,4 procent.